# Mala vas pri Ormožu
Mala vas pri Ormožu este o localitate din comuna Sveti Tomaž, Slovenia, cu o populație de 124 de locuitori.